# Longfleet
Longfleet är en stadsdel i Poole, i distriktet Bournemouth, Christchurch and Poole, i grevskapet Dorset, i England. Longfleet var en civil parish 1866–1905 när blev den en del av Poole. Civil parish hade 4 159 invånare år 1901.